# Шамплит (кантон)
Шампли́т (фр. Champlitte) — кантон во Франции, находится в регионе Франш-Конте, департамент Верхняя Сона. Входит в состав округа Везуль.
Код INSEE кантона — 7004.

## Коммуны кантона
Всего в кантон входят 8 коммун, из них главной является Шамплит.
| Коммуна          | Население, чел. (2010) | Почтовый индекс | Код INSEE |
| ---------------- | ---------------------- | --------------- | --------- |
| Аржийер          | 73                     | 70600           | 70027     |
| Куртсу-э-Гате    | 62                     | 70600           | 70183     |
| Ларре            | 57                     | 70600           | 70297     |
| Персе-ле-Гран    | 93                     | 70600           | 70406     |
| Пьеркур          | 121                    | 70600           | 70409     |
| Фрамон           | 196                    | 70600           | 70252     |
| Фуван-Сент-Андош | 235                    | 70600           | 70247     |
| Шамплит          | 1822                   | 70600           | 70122     |

## Население
Население кантона на 2010 год составляло 2659 человек.
| 1962 | 1968 | 1975 | 1982 | 1990 | 1999 | 2010 |
| ---- | ---- | ---- | ---- | ---- | ---- | ---- |
| 3359 | 3595 | 3269 | 3034 | 2811 | 2732 | 2659 |